# Maison Hancock-Clarke
La maison Hancock-Clarke (en anglais : Hancock-Clarke House) est une ancienne maison d'habitation, site de la guerre d'indépendance des États-Unis et désormais musée situé sur Hancock Street à Lexington dans le Massachusetts, aux États-Unis.
Le bâtiment joue un rôle de premier plan dans les batailles de Lexington et Concord en 1775 car les responsables révolutionnaires John Hancock et Samuel Adams y logent avant la bataille.
Le nom de la maison provient de John Hancock, grand-père du chef révolutionnaire du même nom, qui achète le site en 1699 et du révérend Jonas Clarke qui rachète la maison en 1752.
La maison, qui n'est pas celle d'origine, est ouverte comme musée et gérée par la Lexington Historical Society.

## Hancock et Clarke
Le révérend John Hancock, grand-père du chef révolutionnaire du même nom, achète le site en 1699. En 1738, il construit cette maison à ossature de bois de deux étages. Le fils du révérend Hancock, Thomas, un riche marchand de Boston, aurait financé la construction. La partie avant ou principale de la maison se compose d'une structure de 2+½ étages, avec une cheminée centrale, un hall, deux pièces à chacun des deux étages et un grenier. La petite annexe arrière, haute de 1+½ étages et coiffée d'un toit en bâtière, contient une cuisine et un petit bureau au rez-de-chaussée, ainsi que deux chambres basses à l'étage. Comme le confirme la datation par anneaux de croissance (dendrochronologie), les deux parties de la maison ont été construites à partir d'arbres abattus la même année, ce qui réfute la croyance communément admise selon laquelle l'annexe a été construite en 1698. Succédant à Hancock en tant que pasteur en 1752, le révérend Jonas Clarke, qui a élevé 12 enfants dans le presbytère, était un fervent défenseur de la cause coloniale.
Cette maison est la seule résidence encore existante associée à John Hancock, célèbre patriote américain, président du Congrès continental, premier signataire de la Déclaration d'indépendance des États-Unis et premier gouverneur du Commonwealth du Massachusetts. Elle est devenue la maison de son enfance en 1744 lorsque, à la mort de son père à Quincy, le jeune garçon de sept ans est venu vivre dans cette maison avec son grand-père. En 1750, John rejoint son oncle sans enfant, Thomas Hancock, un riche marchand de Boston qui l'adopte.
Le soir du 18 avril 1775, John Hancock et Samuel Adams, qui avaient assisté au congrès provincial du Massachusetts à Concord et hésitaient à rentrer à Boston, étaient les invités du révérend Clarke. Craignant d'être capturés par les Britanniques, le docteur Joseph Warren de Boston envoya William Dawes et Paul Revere à Lexington avec des nouvelles de l'avancée des troupes britanniques. Arrivés séparément, ils s'arrêtent pour prévenir Hancock et Adams vers minuit, puis se mettent en route pour Concord. Hancock et Adams se rendent à Burlington pour éviter d'être capturés.

## Histoire tardive
La maison est restée dans la famille Clarke jusqu'en 1844, entretenue par les filles du révérend Clarke. Elle change ensuite plusieurs fois de mains avant d'être acquise par la Lexington Historical Society. Le bâtiment est menacé de démolition en 1896, date à laquelle la société l'achète et le déplace de l'autre côté de la rue. En 1974, après avoir acheté le site d'origine, la société le réinstalle. La maison est déclarée National Historic Landmark en 1971 et inscrite au Registre national des lieux historiques.
Cette maison contient des meubles et des portraits ayant appartenu aux familles Hancock et Clarke, ainsi qu'un espace d'exposition comprenant des vestiges du 19 avril 1775.